# Ендрю Сінкала
Ендрю Сінкала (англ. Andrew Sinkala, нар. 18 червня 1979, Чингола) — замбійський футболіст, що грав на позиції флангового півзахисника.
Виступав, зокрема, за «Кельн» та «Аугсбург», а також національну збірну Замбії.

## Клубна кар'єра
У дорослому футболі дебютував 1998 року виступами за команду «Нчанга Рейнджерс», з якою став чемпіоном країни. Після вдалого виступу на молодіжному чемпіонаті світу 1999 року молодого замбійця помітили скаути «Баварії» і того ж року він приєднався до німецького колективу. Дебютував за мюнхенців 1 грудня 1999 року в матчі Кубка Німеччини проти «Вальдхофа» (3:0), вийшовши на поле замість Пауло Сержіо на 84-й хвилині. Його дебют у Бундеслізі відбувся 11 грудня 1999 року (15-й тур) у гостьовому матчі проти «Ганзи» (Росток) (3:0), коли він вийшов на заміну на 79-й хвилині також замість Пауло Сержіо. Втім надалі молодий африканець за першу команду не грав, виступаючи у дублі, клубі «Баварія II» в Регіоналлізі, де провів 40 ігор і забив 7 голів.
На початку 2001 року Сінкала перейшов до «Кельна», але і тут лише зрідка виходив на поле, зігравши за півтора року лише 14 ігор у Бундеслізі (2 голи), але після того як 2002 року клуб покинув вищий дивізіон отримав більше ігрового часу. В цей час «Кельн» був справжньою командою-ліфтом — після вильоту у 2002 році, на наступний рік вона повернулась до еліти, але відразу ж 2004 року знову вилетіла до другого дивізіону, а 2005 — знову вийшла до Бундесліги. Після того як 2006 року «Кельн» втретє з Сінкалою вилетів з Бундесліги, Ендрю покинув команду.
Згодом протягом 2006—2008 років захищав кольори клубу «Падерборн 07» у Другій Бундеслізі, після чого слідом за головним тренером Гольгером Фахом перейшов у «Аугсбург». З цією командою 2011 року він зайняв друге місце і вийшов до Бундесліги, де у сезоні 2011/12 зіграв свої останні 12 ігор у вищому дивізіоні країни.
На завершенні кар'єри грав за нижчолігові німецькі колективи «Вікторія» (Кельн) (4 дивізіон) та «Кельн-Воррінген» (6 дивізіон).

## Виступи за збірні
1999 року залучався до складу молодіжної збірної Замбії. У її складі взяв участь у молодіжному чемпіонаті світу 1999 року в Нігерії, де був капітаном команди і забив один гол, а збірна не вийшла з групи.
20 червня 1999 року дебютував в офіційних іграх у складі національної збірної Замбії в матчі відбору на Кубок африканських націй 2000 року проти збірної ДР Конго (1:0). Вдало пройшовши відбір, Сінкала поїхав з командою і на фінальний турнір у Малі, після чого у складі збірної був учасником Кубка африканських націй 2002 року у Гані та Нігерії і Кубка африканських націй 2006 року в Єгипті, відігравши на кожному у всіх іграх групового етапу, втім замбійці так жодного разу з групи і не вийшли.
Останній матч за збірну Сінкала провів 10 жовтня 2009 року у відборі на чемпіонаті світу 2010 року проти відбору Єгипту (0:1). Всього протягом кар'єри у національній команді, яка тривала 11 років, провів у її формі 22 матчі, забивши 1 гол.

## Титули і досягнення
- Чемпіон Німеччини (1):

«Баварія»: 2000
- Володар Кубка Німеччини (1):

«Баварія»: 2000
- Володар Кубка німецької ліги (1):

«Баварія»: 2000

## Особисте життя
Походить з футбольної родини. Його батько Моффат Сінкала також був гравцем збірної Замбії і учасником у її складі Олімпійських ігор 1980 року. Молодший брат — Натан Сінкала, теж гравець збірної, з якою став переможцем Кубка африканських націй 2012 року.